# Tabriz
Tabriz, in de Oudheid Tauris genoemd, is de op drie na grootste stad van Iran en tevens de hoofdstad van de provincie Āz̄arbāyjān-e Sharqī, gelegen in het uiterste noordwesten van het land. De stad heeft een lange geschiedenis als knooppunt in de Zijderoute en de diverse rijken van de Perzen, Arabieren, Turken en Mongolen hebben er hun bouwwerken achtergelaten. De stad ligt op een hoogte van circa 1400 meter aan de rivier de Adji Tsjay, niet ver van het vulkanische Sahand-massief, in een streek die zeer gevoelig is voor aardbevingen. Tegenwoordig is Tabriz de belangrijkste stad in Iraans Azerbeidzjan en heeft een populatie van ruim 1,5 miljoen Azerbeidzjaanse Turken.
Tabriz en het grondgebied van Azerbeidzjan liggen niet ver van de grensgebieden tussen Iran, Azerbeidzjan en Nachitsjevan.

## Geschiedenis
Volgens de 'Cambridge geschiedenis van Iran' is Tabriz gesticht door de Sassaniden, waarschijnlijk in de 7e eeuw na Christus. Ten tijde van de eerste Arabische inval in Iran, in de 7e eeuw, bestond de stad nog niet, of was het nog maar een dorp. De door handel snel groeiende stad wordt echter toch ingenomen door het uitdijende Arabische kalifaat.
Maar ook de Arabische overheersing van de stad duurde niet lang, want de Turkse volkeren waren al sinds de 6e eeuw langzaam grondgebied op de Perzen en Arabieren aan het winnen. De komst van grote groepen Turkse volkeren naar Iran bracht hen uiteindelijk aan de macht in de 11e eeuw, onder de Seldsjoekse dynastie.
Ten tijde van het Il-Khanaat vestigden de Mongoolse leiders zich in Tabriz, dat zij tot hoofdstad uitriepen. Omdat de legers van de Mongolen voornamelijk uit Turken bestond verdween de Mongoolse taal en dynastie weer uit Iran. Het Turkmeense Rijk der Zwarte Schapen en het Rijk der Witte Schapen heersten van 1375 tot 1508 over West-Iran.
In 1508 werd de stad veroverd door de Safaviden; de stad was na 700 jaar weer in handen van de Perzen. Hun leider Ismail riep zich er uit tot sjah. Dit was een keerpunt in de Iraanse geschiedenis omdat dit het begin van de sjia-heerschappij betekende. Het zou nog enige eeuwen duren voordat de grote meerderheid van de bewoners van Iran zich tot deze vorm van de islam bekeerd hadden.
Aan het eind van de 16e en het begin van de 17e eeuw werd de stad tweemaal kort door Ottomaanse legers ingenomen. 
Op 9 april 1721 wordt de stad door een aardbeving verwoest met ca. 250.000 doden als gevolg.
In 1826 werd de stad door de Russen ingenomen, maar ook deze konden de stad niet houden. Over de eeuwen heen wisselden verscheidene Turks-Perzische dynastieën zich af in Iran. Onder de Turks-Perzische Kadjaren, die van 1794 tot 1925 over Iran heersten, woonde de kroonprins in Tabriz.
De stad bleek ook belangrijk in de Tweede Wereldoorlog, Tabriz was vanaf 12 december 1945 tot 12 december 1946 hoofdstad van onafhankelijke staat van Zuid-Azerbeidzjan.

## Bezienswaardigheden
Tabriz ligt aan belangrijke oude handelsroutes. Het groeide in de achtste eeuw na Christus uit tot een belangrijk knooppunt aan de noordelijke zijderoute richting Trabzon aan de Zwarte Zee, in het huidige noordoosten van Turkije. De stad brengt beroemde geknoopte tapijten voort. Er zijn talloze moskeeën in de stad, alsmede enkele kerken. De Blauwe moskee van Tabriz is een belangrijke, historische moskee. De stad staat bekend om zijn bazaars en de Bazaar van Tabriz is de grootste bazaar van het land. In de stad zijn enkele historische en culturele musea en veel historische architectuur zoals de Imamzadeh Hamzah.

## Separatisme
Omdat de Azerbeidzjanen als volk verspreid zijn over twee landen, namelijk Azerbeidzjan en Iran, is Tabriz regelmatig toneel van demonstraties tegen de Perzische onderdrukking. De voetbalclub van Tabriz, Traktor, is een middel voor Azerbeidzjanen om veilig hun mening te laten horen op de landelijke tv en aan Perzische supporters van andere voetbalclubs. De supporters van Traktor roepen zinnen als "Open Turkse scholen, onze moedertaal" en maken grijze wolven-tekens in de lucht en huilen daarbij als wolven Het voetbalstadion ligt een stuk van de stad en ook op de heen- en terugweg wordt gedemonstreerd door de supporters.

## Stedenbanden
- Azerbeidzjan:
  - Bakoe
  - Ganja
- Wuhan (China)
- Karbala (Irak)
- Wenen (Oostenrijk)
- Gaza (Palestina)
- Kazan (Rusland)
- Choedzjand (Tadzjikistan)
- Turkije:
  - Istanboel
  - İzmir
  - Erzurum
  - Konya
- Ho Chi Minhstad (Vietnam)
- Mahiljow (Wit-Rusland)

## Geboren
- Ahmad Sjah Qajar (1898-1930), sjah van Perzië
- Farah Diba (1938), keizerin/koningin van Perzië/Iran